# Dasyornithidae
Dasyornithidae là một họ chim trong bộ Passeriformes.

## Hình ảnh

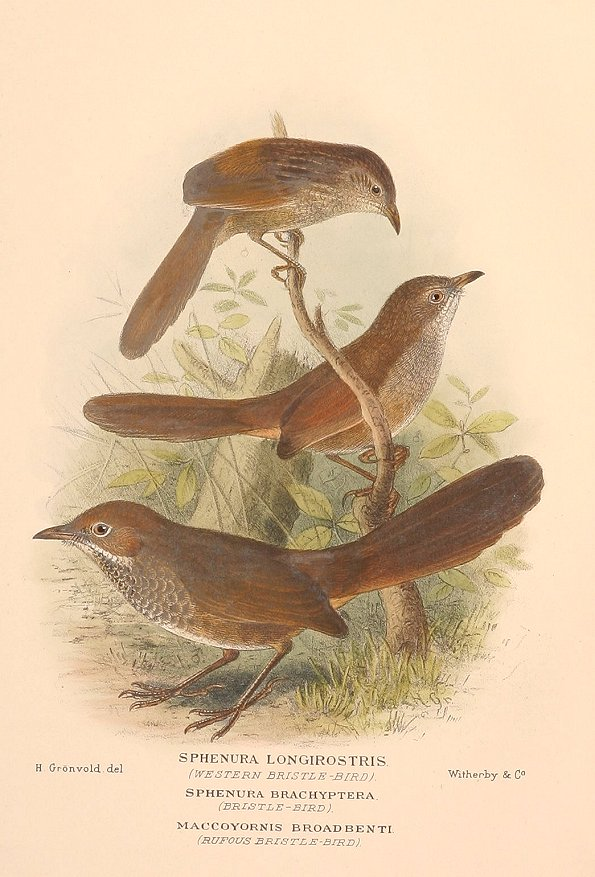
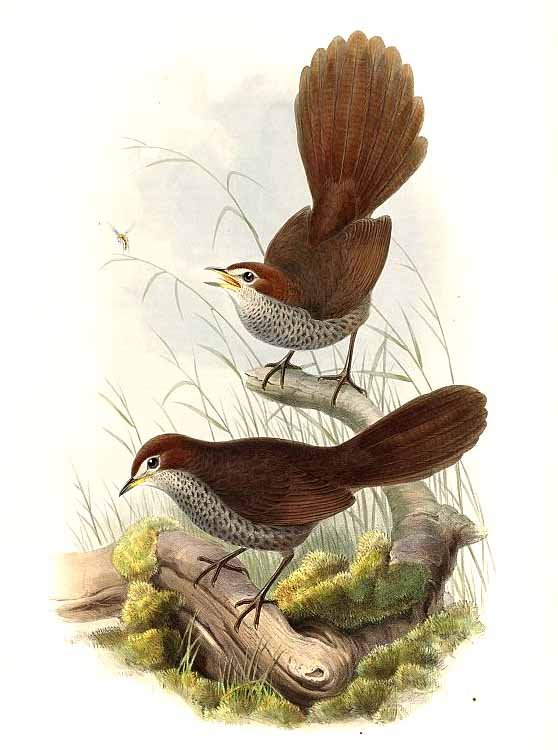

## Phân loại học
Họ đơn chi Dasyornis:
- Dasyornis brachypterus
- Dasyornis longirostris
- Dasyornis broadbenti